# Daryl Sabara
Daryl Christopher Sabara (Hawthorne, Califórnia, 14 de junho de 1992) é um ator e dublador estadunidense.
Conhecido por atuar em  Pequenos Espiões, Pequenos Espiões 2: A Ilha dos Sonhos Perdidos e Pequenos Espiões 3D.

## Filmografia

### Cinema
| Ano  | Título                                         | Papel                |
| ---- | ---------------------------------------------- | -------------------- |
| 2001 | Pequenos Espiões                               | Juni Cortez          |
| 2002 | Pequenos Espiões 2: A Ilha dos Sonhos Perdidos | Juni Cortez          |
| 2003 | Pequenos Espiões 3D                            | Juni Cortez          |
| 2006 | Solace                                         | Gunther              |
| 2006 | Maybe It's in the Water                        | Unknown Role         |
| 2006 | Competindo com os Steins                       | Benjamin Fiedler     |
| 2007 | Garota Boa de Bola                             | Doggie               |
| 2007 | Normal Adolescent Behavior                     | Nathan               |
| 2007 | Halloween - O Inicio                           | Wesley Rhoades       |
| 2009 | April Showers                                  | Jason                |
| 2009 | World's Greatest Dad                           | Kyle                 |
| 2010 | Machete                                        | Julio                |
| 2011 | Blacktino                                      | Evan                 |
| 2011 | Pequenos Espiões 4                             | Juni Cortez          |
| 2012 | John Carter                                    | Edgar Rice Burroughs |
| 2012 | The Philosophers                               | Chips                |
| 2012 | Virgin Mary                                    | Shawn                |
| 2014 | Teen Lust                                      |                      |

### Televisão
| Ano       | Título                          | Papel               |
| --------- | ------------------------------- | ------------------- |
| 1992      | Murphy Brown                    | Baby Brown          |
| 1996      | Life's Work                     | Toby                |
| 1999      | Love & Money                    | Roger               |
| 1999      | Roswell (série)                 | Corey               |
| 2000      | Will & Grace                    | Broccoli Boy        |
| 2002      | All That                        | Spy Kids            |
| 2002      | John Doe                        | Wesley Silver       |
| 2002      | One on One                      | Jeffy               |
| 2003      | The O'Keefes                    | Daryl               |
| 2003      | Friends                         | Owen                |
| 2004      | House M.D.                      | Gabe                |
| 2004      | Century City                    | Frank 'Auggie' Wood |
| 2004      | Fatherhood                      | Larry Keating       |
| 2004      | Murder Without Conviction       | James Talley        |
| 2004      | Dr. Vegas                       | Jesse Selznick      |
| 2005      | House                           | Gabriel Reilich     |
| 2005-2007 | Weeds                           | Tim Scottson        |
| 2006      | Boy's Life                      | Scott Morrow        |
| 2006      | Criminal Minds                  | Kevin               |
| 2006      | What About Brian                | Lil' Adam           |
| 2007-2009 | Os Feiticeiros de Waverly Place | TJ Taylor           |
| 2008      | Miss Guided                     | Russell             |
| 2008      | The Closer                      | Jason Hetner        |
| 2009      | Easy to Assemble                | George              |
| 2012      | Grimm                           | Hanson              |

### Dublagem
| Ano       | Título                                            | Papel                         |
| --------- | ------------------------------------------------- | ----------------------------- |
| 1999      | Hôhokekyo tonari no Yamada-kun                    | Noboru                        |
| 2002      | O que há de novo, Scooby Doo?                     | Tommy                         |
| 2004-2005 | Father of the Pride                               | Hunter                        |
| 2004      | O Expresso Polar                                  | Hero Boy                      |
| 2006      | Lolo's Cafe                                       | Mikey                         |
| 2006      | Jake Long - O Dragão Ocidental                    | Hobie                         |
| 2006      | Choose Your Own Adventure: The Abominable Snowman | Marco North                   |
| 2007-2008 | The Batman                                        | Andy Mallery / Harris / Scorn |
| 2007      | The Boondocks                                     | Butch Magnus Milosevic        |
| 2009      | FusionFall                                        | Rex                           |
| 2010      | Scooby-Doo! Mystery Incorporated                  | British Nerd / Jason          |
| 2010-2012 | Generator Rex                                     | Rex Salazar                   |